# Klemens Edmund Majchrowicz
Klemens Edmund Majchrowicz ps. „Sawan” (ur. 8 listopada 1925 roku w Małogoszczu, zm. 28 stycznia 2015 w Kielcach) – polski żołnierz podziemia niepodległościowego w czasie II wojny światowej w ramach ZWZ-AK, działacz podziemia antykomunistycznego w ramach organizacji ROAK–DSZ–WiN, podpułkownik WP w stanie spoczynku, działacz kombatancki, Prezes Honorowy Zarządu Kieleckiego Okręgu Światowego Związku Żołnierzy Armii Krajowej oraz członek Wojewódzkiej Rady Kombatantów i Osób Represjonowanych w Kielcach.

## Życiorys
W czasie II wojny światowej od listopada 1939 roku działał w konspiracji w ramach Kieleckiej Chorągwi Szarych Szeregów, natomiast w grudniu 1941 roku został zaprzysiężony na żołnierza Polskiego Państwa Podziemnego w ramach Okręgu Radomsko-Kieleckiego ZWZ-AK. W lipcu 1944 roku Klemens Edmund Majchrowicz ukończył kurs podchorążych przy komendzie podobwodu AK Kielce-Miasto „Dworzyszcze”. Był uczestnikiem akcji „Burza”, w ramach której jako żołnierz 4 pułku piechoty Legionów AK brał udział w walkach na terenie Daleszyc, Antoniowa, Fanisławic i Radkowa.
Od lutego 1945 roku był żołnierzem Samodzielnej Brygady Kieleckiej ROAK–DSZ–WiN, biorąc między innymi udział w rozbiciu więzienia UBP w Kielcach, w sierpniu 1945 roku. W latach 1952–1960 za działalność konspiracjną przebywał w zakładach karnych we Wronkach i Strzelcach Opolskich.
Zmarł 28 stycznia 2015 roku i został pochowany na cmentarzu Nowym w Kielcach.

## Wybrane odznaczenia
- Krzyż Oficerski Orderu Odrodzenia Polski
- Krzyż Kawalerski Orderu Odrodzenia Polski
- Krzyż Walecznych
- Krzyż Kampanii Wrześniowej
- Krzyż Armii Krajowej
- Krzyż Partyzancki
- Medal „Pro Memoria”